# Painzela
Painzela ist ein Ort und eine ehemalige Gemeinde (Freguesia) im Norden Portugals.

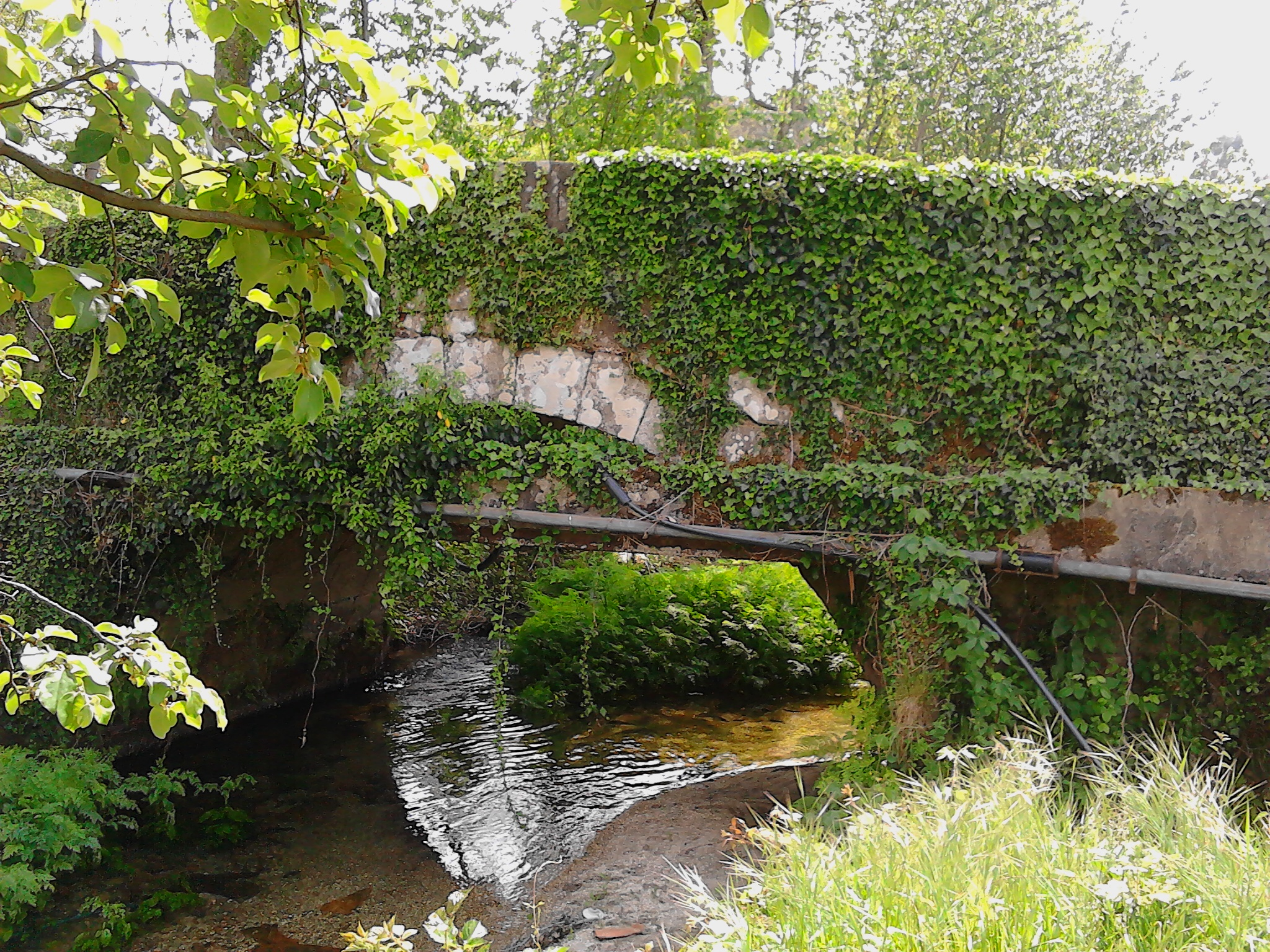
Die Römische Brücke von Painzela

Painzela gehört zum Kreis Cabeceiras de Basto im Distrikt Braga. Die Gemeinde hatte eine Fläche von 7,3 km² und 959 Einwohner (Stand 30. Juni 2011).
Am 29. September 2013 wurden die Gemeinden Painzela, Refojos de Basto und Outeiro zur neuen Gemeinde União das Freguesias de Refojos de Basto, Outeiro e Painzela zusammengeschlossen.